# Hackelia floribunda
Hackelia floribunda là loài thực vật có hoa trong họ Mồ hôi. Loài này được (Lehm.) I.M. Johnst. mô tả khoa học đầu tiên năm 1923.